# ウィリアム・パトリック・ディーン
サー・ウィリアム・パトリック・ディーン（Sir William Patrick Deane AC KBE KStJ KC、1931年1月4日 - ）はオーストラリアの法律家・裁判官。第22代オーストラリア総督。

## 経歴
1931年1月4日にビクトリア州メルボルンに生まれる。カトリックの学校を経てシドニー大学で法律を専攻し、卒業後司法省に入った後に弁護士となる。一時期カトリックの社会活動から政治家を志すが、党の内紛などに幻滅し政治活動をやめる。しかし活動中に社会問題や人種差別反対運動に関わったことはディーンに大きな影響を与えた。
ディーンは国際法を専門とし、シドニー大学で国際法・エクイティの講師を務めた。1966年に勅選弁護士となる。1977年にニューサウスウェールズ州最高裁判所判事に任ぜられ、1982年よりオーストラリア高等裁判所判事を務めた。判事在任中に関わった判決に、先住民の先住権原を認定したマボ判決がある。
1995年にポール・キーティング首相はディーンをビル・ハイドン総督の後任に指名し、これを受けて女王エリザベス2世はディーンを総督に任命した。ディーンは高等裁判所判事を辞職し、1996年2月に総督に就任した。
総督就任から間も無くキーティングのオーストラリア労働党は総選挙に敗北して下野し、ジョン・ハワード率いる自由党・国民党保守連合に政権が交代した。ディーンは労働党寄りのリベラルな人物であり、これまでの多文化主義政策に否定的なハワードとは思想的に合わなかった。ディーンは女王の代理人である総督という立場上、表立ってハワードの政策を批判することはなかったが、人種間の融和、特にアボリジニへの差別解消へ向け積極的に行動し、ハワード政権の右派的姿勢を暗に批判した。オーストラリアの学校で反差別教育を行う「Racism. No way.」プロジェクトはディーンの肝煎りで始められたものである。
2000年にシドニーオリンピックとシドニーパラリンピックの開会を宣言した。
2001年6月に任期満了に伴い総督を辞任した。同年に総督在任中の人種間融和・差別撲滅への働きかけを評価され、シドニー平和賞を受賞した。
その後は法律家として社会運動団体（ホームレス支援、教育支援活動）の後援を行っている。総督辞任後は政治的発言を「解禁」されたこともあり、多文化主義・人種間融和に否定的な動きがみられる場合には、時の政権（特に保守政権）を批判してオーストラリア国民に警告する発言も行っている。